# Булатов, Дмитрий Александрович
Дми́трий Алекса́ндрович Була́тов (26 октября (7 ноября) 1889 года, с. Юрьево-Девичье Корчевского уезда Тверская губерния — 28 октября 1941, с. Барбыш, Куйбышевская область) — советский партийный деятель. Входил в состав особой тройки НКВД СССР.

## Биография
Родился 26 октября (7 ноября) или 8 (20) октября 1889 года в бедной крестьянской семье, русский. Окончил сельскую школу, в которой учился четыре года.
В 12-летнем возрасте был отправлен родителями к брату в Санкт-Петербург на заработки.
Участник социал-демократического движения, пропагандист газеты «Звезда».
В РСДРП с 1912, большевик. В феврале 1915 арестован, в том же году выслан в Туруханский край на 5 лет. Ссылку отбывал в с. Монастырском вместе с Я. М. Свердловым, И. В. Сталиным и др. 6 (19) марта 1917 амнистирован и возвратился на родину в Верхневолжье.
В 1917 году — уездный комиссар Корчевы, делегат II Всероссийского съезда Советов. В конце 1917 был избран в Учредительное собрание от Тверского избирательного округа по списку № 6 (большевики). В 1918 г. делегат VII съезда РКП(б), в дискуссии о Брестском мире поддержал позицию левых коммунистов. В 1919—1920 гг. председатель Тверского губисполкома.
По разнарядке ЦК РКП(б) в сентябре 1920 года приехал в Смоленск и сразу возглавил губернский исполнительный комитет (сентябрь-декабрь 1920 г., 2-й раз с ноября 1921 по июнь 1922 гг.). В 1921 году — ответственный секретарь Смоленского губкома РКП(б), по заданию центра провёл широкомасштабную чистку партийной организации губернии. На IX Всероссийском съезде Советов в декабре 1921 года был избран членом ВЦИК РСФСР.
В 1922—1924 годах — слушатель Курсов марксизма при ЦК РКП(б).
C мая 1924 года по ноябрь 1926 года — ответственный секретарь Вятского губкома партии. В ноябре 1926 года откомандирован в Северо-Кавказский крайком ВКП(б). Секретарь Кубанского окружкома ВКП(б). В 1930—1931 годах — заведующий Организационно-инструкторским отделом ЦК ВКП(б).
C июля 1931 года по февраль 1934 года — начальник отдела кадров ОГПУ, член Коллегии ОГПУ, одновременно с октября 1931 года по сентябрь 1932 года — начальник Мобилизационного отдела ОГПУ СССР, работал в аппарате Совнаркома, с марта 1934 года по март 1935 года — заведующий отделом руководящих партийных органов ЦК ВКП(б), член Контрольной партийной комиссии, возглавлял Западно-Сибирскую комиссию по чистке.
Кандидат в члены ЦК ВКП(б) (1930—1934), делегат 10-го, 11-го, 13-го, 17-го съездов партии.
7 декабря 1934 года из районов, отошедших от Западно-Сибирского края, Обь-Иртышской и Челябинской областей, была образована Омская область, для её формирования Омской областной партийной организации ЦК партии создал специальное Омское организационное бюро ЦК ВКП(б), первым секретарём которого был назначен Булатов, в 1935—1937 годах — 1-й секретарь Омского обкома ВКП(б). Этот период отмечен вхождением в состав особой тройки, созданной по приказу НКВД СССР от 30.07.1937 № 00447 и активным участием в сталинских репрессиях.

## Завершающий этап
На состоявшемся в октябре 1937 пленуме Омской областной парторганизации снят с должности, исключён из партии, как «необеспечивший решения февральско-мартовского пленума ЦК ВКП(б) по усилению борьбы с врагами народа и классово-чуждыми элементами».
Согласно воспоминаниям Александра Мильчакова, занимавшего в конце 1937 г. пост начальника Главзолота, репрессирован Булатов был при следующих обстоятельствах: «В Главзолото прислал письмо Д. Булатов, за месяц до этого снятый с поста первого секретаря Омского обкома партии. Булатов просил меня дать ему хотя бы небольшую работу где-нибудь на прииске. Я хорошо знал Булатова, работал его заместителем в Оргинструкторском отделе ЦК партии. … Я пошел с письмом Булатова к Кагановичу. Каганович раздраженно взял письмо: Не ставьте передо мной таких вопросов! Булатов завтра же был арестован».
Арестован 29 января 1938 года. Расстрелян в Куйбышеве по приказу Л. П. Берии № 2756/Б от 18 октября 1941. Реабилитирован 13 августа 1954 года.

## Память
С 1966 года его имя носит одна из улиц Центрального округа г. Омска.